# Lipogramma regia
Lipogramma regia är en fiskart som beskrevs av Robins och Colin, 1979. Lipogramma regia ingår i släktet Lipogramma och familjen Grammatidae. Inga underarter finns listade i Catalogue of Life.